# Теректы (Туркестанская область)
Теректы (каз. Теректі) — село в Байдибекском районе Туркестанской области Казахстана. Находится на реке Боралдай. Входит в состав Боралдайского сельского округа. Код КАТО — 513645880.

## Население
В 1999 году население села составляло 794 человека (414 мужчин и 380 женщин). По данным переписи 2009 года, в селе проживало 850 человек (409 мужчин и 441 женщина).